# عتاب (خواننده)
عِتاب (۳۰ دسامبر ۱۹۴۷–۱۹ اوت ۲۰۰۷) از خوانندگان مشهور عربستان سعودی در دهه هفتاد بود.
او با نام اصلی «طروف عبدالخیر آدم محمد الطلال الهذلی» در ریاض به دنیا آمد و در دهه هفتاد مشهورترین خواننده سعودی شد که در جشن‌های ازدواج و مراسم شاد می‌خواند.
طلال مداح، هنرمند سعودی عتاب را در دهه شصت یعنی زمانی که عتاب ۱۳ سال بیشتر نداشت کشف کرد و آوازهای او را در استودیوهایی در عربستان و لبنان ضبط کرد.
پرداختن تمام‌وقت عتاب به کار خوانندگی از سال ۱۹۷۲ آغاز شد و او با هنرمند دیگری به نام «حیدر فکری» گروه دو نفره ویژه‌ای را در جلسات هنری تشکیل دادند. خواننده مصری عبدالحلیم حافظ، در دهه هفتاد عتاب را در یکی از جشن‌ها خود معرفی کرد و این آغازی شد بر شهرت عتاب در سطح جهان عرب.